# Crystal Palace Circuit
Crystal Palace Circuit is een voormalig motorracecircuit in Crystal Palace Park in de wijk Crystal Palace in Zuid-Londen, Engeland. De route van de baan is nog grotendeels behouden, maar de wegen worden nu voornamelijk gebruikt voor toegang tot het Crystal Palace National Sports Centre in het park en voor evenementen in de bovenste delen van Crystal Palace Park. Sommige delen van de baan zijn afgesloten, maar een deel wordt gebruikt voor een jaarlijkse Sprint Meeting die wordt gehouden in het Spring Bank Holiday-weekend, tot 2017, toen het werd gehouden in het vakantieweekend van augustus.

## Geschiedenis
Het circuit werd geopend in 1927 en de eerste race, voor motors, werd op 21 mei 1927 gehouden. Het circuit was 1,6 km lang en liep over bestaande paden door het park, waaronder een infield-lus langs het meer. Het oppervlak had met asfalt bedekte bochten, maar de rechte stukken hadden alleen hard opeengepakt grind.
Verbeteringen, die in december 1936 begonnen waren, vergrootten het circuit tot 3 km, en de volledige asfaltering van het circuit. 20 auto's namen deel aan de eerste Grand Prix van Londen op 17 juli 1937, een race die uiteindelijk werd gewonnen door Prince Bira in zijn ERA R2B Romulus met een gemiddelde snelheid van 87,5 km/h. Later dat jaar, tijdens de International Imperial Trophy-bijeenkomst die ook door Bira werd gewonnen, zond de BBC de allereerste autorace uit die op televisie werd uitgezonden.
Met het uitbreken van de Tweede Wereldoorlog werd het park overgenomen door het ministerie van Defensie, en pas in 1953 konden er weer racebijeenkomsten plaatsvinden. Het circuit was in lengte teruggebracht tot 2,2 km, waarbij de lus langs het meer werd omzeild, en de druk van de lokale bewoners leidde tot een verbod dat motorsportevenementen in het park beperkte tot slechts vijf dagen per jaar. Er vond een verscheidenheid aan races plaats, waaronder met sportwagens, Formule 3, de London Trophy voor de Formule 2 en non-kampioenschapsraces voor de Formule 1. Ook reed het British Touring Car Championship tijdens de eerste seizoenen op het circuit
De gemiddelde snelheden bleven door de jaren heen stijgen, met het eerste rondegemiddelde van 161 km/h, dat in 1970 werd vastgesteld door Jochen Rindt, de wereldkampioen van de Formule 1 dat jaar. Eveneens in 1970 verviel het verbod om de racedagen te beperken en werd het racen verhoogd tot 14 dagen per jaar. Begin jaren zeventig kwam de veiligheid van de bestuurder echter in beeld en het werd duidelijk dat racen door een park met een snelheid van 161 km/h niet veilig was. Er werden dure verbeteringen aangebracht, maar het was niet genoeg om het circuit te redden. De laatste internationale bijeenkomst was in mei 1972, het laatste ronderecord ging naar Mike Hailwood met een gemiddelde snelheid van 166,39 km/h.
De laatste bijeenkomst vond plaats op 23 september 1972, maar de clubevenementen gingen door tot de definitieve sluiting van het circuit in 1974.

## Ander gebruik
De ligging van het circuit in Groot-Londen maakte het tot een populaire locatie voor zowel films als televisieprogramma's. The Italian Job filmde op de startlijn van Crystal Palace voor de scène waarin de Mini Cooper vluchtauto's voor het eerst werden getest en in het paddock-gebied voor de scène waarin een beveiligingsbusje wordt "opgeblazen". De zendtoren van Crystal Palace is te zien op de achtergrond van deze scène. Het circuit werd ook gebruikt in Ron Howards film Rush, om het ongeluk in de laatste bocht tussen James Hunt en Dave Morgan na te bootsen, en voor delen van de aflevering "The Responsibility Seat" in de televisieserie UFO.
De eerste bekende hedendaagse speelfilm die het naoorlogse Crystal Palace circuit heeft vastgelegd is Joseph Losey's 'noir klassieker' uit 1957, Time Without Pity, met coureur Leo McKern die rondjes rijdt in een Mercedes-Benz 300SL coupé.
Hoewel het circuit niet meer bestaat (als een echt racecircuit), kan het virtueel bereden worden in het computersimulatiespel Grand Prix Legends, waarvoor het in detail werd nagebouwd. Het werd later ook gebruikt in verschillende andere racesimulatieprogramma's, waaronder het populaire rFactor.
Het circuit werd gebruikt voor de proloog tijdrit van de Ronde van Groot-Brittannië wielerwedstrijd op 9 september 2007, en wordt regelmatig gebruikt voor de zomer wegrace competitie evenementen, normaal gesproken gehouden op dinsdagavond.

## Races in het heden

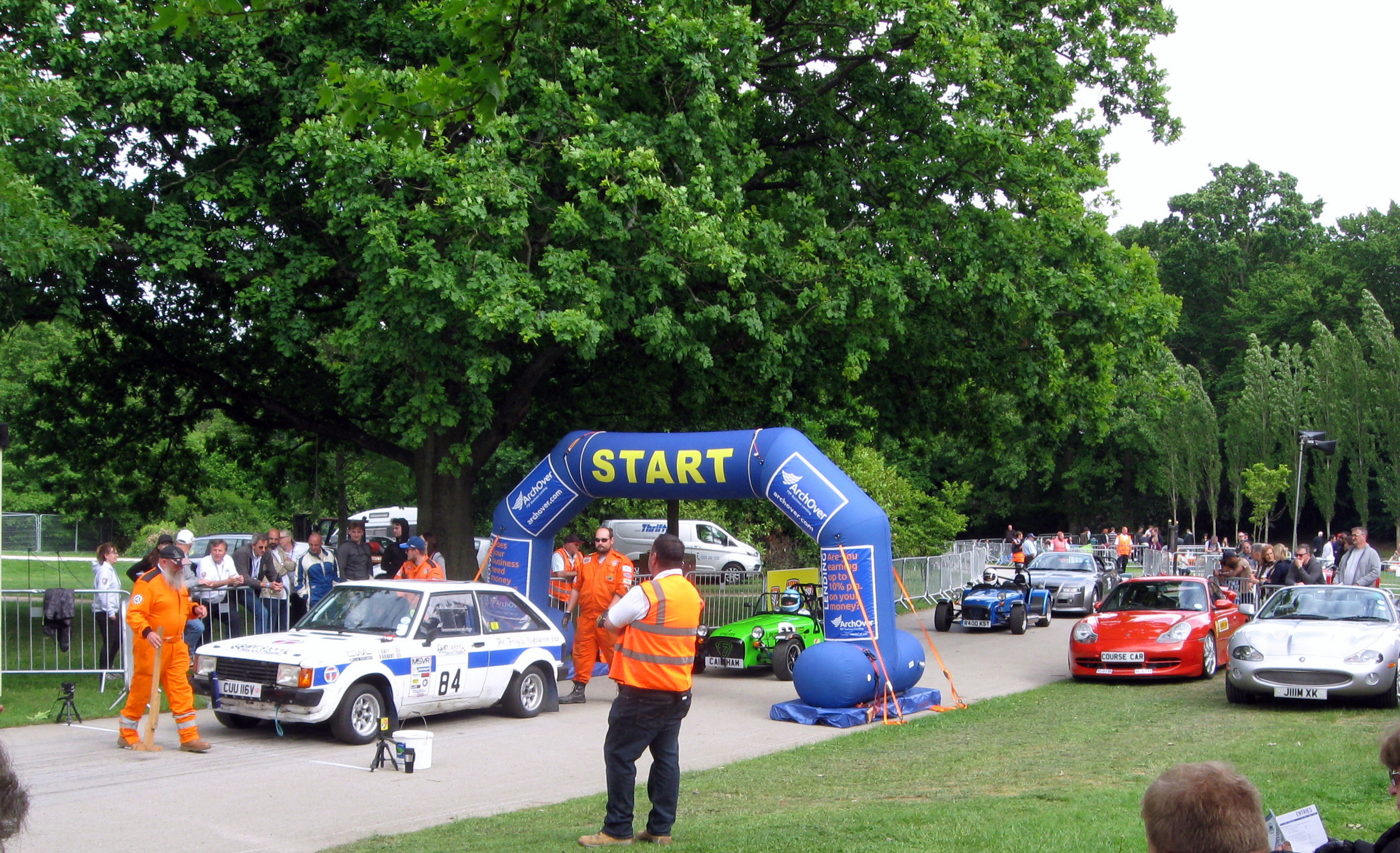
De startlijn bij het sprint evenement van 2019

In 1997 begon de Sevenoaks & District Motor Club met een reeks sprint-evenementen. Het evenement werd bijgewoond door enkele bekende auto's uit het verleden; Bentley's, Bugatti's, Ferrari's, Porsches, Jaguars en vele Lotussen. Dit laatste merk koos zelfs een van deze evenementen uit om zijn nieuwste sportwagen te onthullen. De evenementen duurden drie jaar voordat ze werden stopgezet vanwege werkzaamheden aan het park. Na besprekingen met de gemeenteraad en de London Development Agency werden opnieuw sprintraces opgestart in het park, met een tweedaags evenement dat plaatsvond op 30 en 31 mei 2010. Dit evenement werd elk jaar in hetzelfde of een aangrenzend weekend herhaald, tot 2017, toen het werd gehouden in het Bank Holiday-weekend van augustus. Het evenement werd opgeschort in 2018, maar vond plaats in mei 2019. Het was gepland om opnieuw plaats te vinden in mei 2020, maar werd geannuleerd vanwege de COVID-19-pandemie. Het evenement werd ook in 2021 opgeschort om dezelfde redenen.